# Asota ghara
Asota ghara är en fjärilsart som beskrevs av Swinhoe 1892. Asota ghara ingår i släktet Asota och familjen nattflyn. Inga underarter finns listade i Catalogue of Life.